# Psapharochrus consentaneus
Psapharochrus consentaneus là một loài bọ cánh cứng trong họ Cerambycidae.